# Campionati europei di 470 2001
I Campionati europei di 470 2001 si sono svolti a Dún Laoghaire, in Irlanda, dal 10 al 19 luglio 2001.

## Podi
| Evento        | Oro                                       | Argento                                 | Bronzo                              |
| 470 Open      | Ucraina Yevhen Braslavets Ihor Matviyenko | Israele Gideon Kliger Udi Gal           | Italia Gabrio Zandonà Andrea Trani  |
| 470 Femminile | Grecia Sofia Bekatorou Emilia Tsoulfa     | Spagna Natalia Vía Dufresne Sandra Azón | Israele Nike Kornecki Vered Buskila |

## Medagliere
| Posiz. | Nazione | Oro | Argento | Bronzo | Totale |
| ------ | ------- | --- | ------- | ------ | ------ |
| 1      | Ucraina | 1   | 0       | 0      | 1      |
| 1      | Grecia  | 1   | 0       | 0      | 1      |
| 3      | Israele | 0   | 1       | 1      | 2      |
| 4      | Spagna  | 0   | 1       | 0      | 1      |
| 5      | Italia  | 0   | 0       | 1      | 1      |
| Totale | Totale  | 2   | 2       | 2      | 6      |